# Monika Witkowska
Monika Witkowska (ur. 13 lipca 1966 w Warszawie) – polska podróżniczka, himalaistka, żeglarka, pisarka, dziennikarka i przewodniczka wypraw trekkingowych.

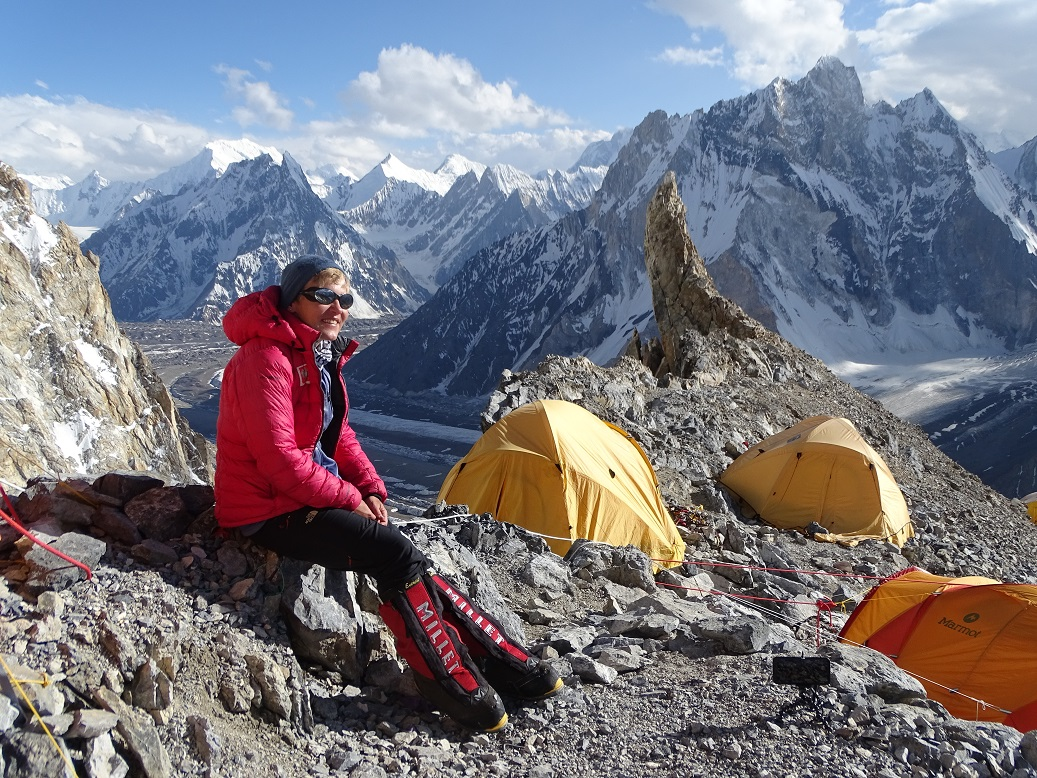
Monika Witkowska (obóz 1 na Broad Peak, 2017)

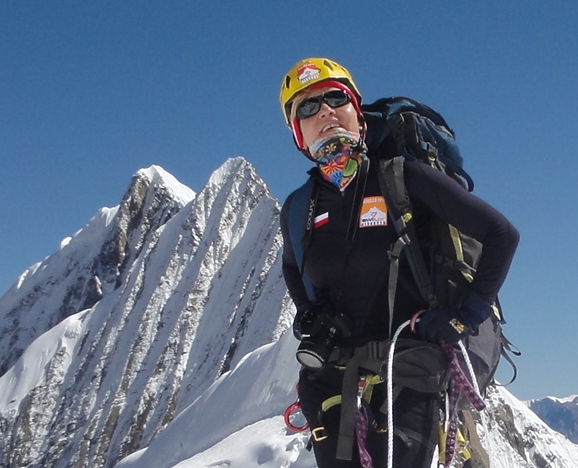
Monika Witkowska (Manaslu, 2018)

## Życiorys
Od urodzenia mieszka w Warszawie. Ukończyła studia na Wydziale Zarządzania Uniwersytetu Warszawskiego. Swoje życie poświęciła podróżom – odwiedziła ok. 180 krajów na wszystkich kontynentach, przy czym większość wypraw to samodzielne wyjazdy „plecakowe”. Pasję podróżowania łączy z aktywnością górską, żeglarską, jeździ na nartach, nurkuje, zajmowała się też sportami powietrznymi (skoki spadochronowe, motolotnie, paralotnie). O swoich podróżach pisze książki, przewodniki i artykuły do wielu znanych tytułów; opowiada o nich również podczas prelekcji i wykładów motywacyjnych. Jako pilot i przewodnik prowadzi wyjazdy po całym świecie, w tym trekkingi w Himalajach, Karakorum i na Kilimandżaro.
Zdobywczyni czterech ośmiotysięczników, Korony Ziemi i wielu innych szczytów. Druga po Wandzie Rutkiewicz Polka, która zdobyła K2 tj. ośmiotysięcznik uznawany za najtrudniejszy do pokonania. Jako himalaistka zdobyła szczyty dwóch najwyższych gór Ziemi, Mt. Everestu i K2. Jako żeglarka opłynęła przylądek Horn i przepłynęła arktyczną trasą płn.-zach. z Grenlandii do Alaski. Jako pierwsza osoba opłynęła również arktyczną Czukotkę. W lutym 2024 razem z Joanną Mostowską, jako pierwsze osoby przeszły w zimie trawers Deosai, drugiego najwyższego płaskowyżu na Ziemi.
Została członkinią Kapituły Konkursu Kolosy.

## Dokonania górskie
Wyprawy na ośmiotysięczniki:
- 2013: zdobycie Mount Everest (8848 m) 23 maja 2013[4]
- 2015: wyprawa na Broad Peak (atak szczytowy przerwany z powodu załamania pogody)
- 2018: zdobycie Manaslu (8156 m) 28 września 2018[5]
- 2019: zdobycie Lhotse (8516 m) 16 maja 2019[6]
- 2021: wyprawa na Broad Peak (atak szczytowy przerwany z powodu wypadku)[7]
- 2022: zdobycie K2 (8611 m) 22 lipca 2022[8][9][10]

W 2015 jako ósma Polka zakończyła zdobywanie Korony Ziemi dokonując tego w wersji rozszerzonej (nie 7, a 9 szczytów, czyli: Everest, Denali, Kilimandżaro, Mount Vinson, Elbrus, Piramida Carstensza, Mont Blanc, Aconcagua i Góra Kościuszki). W 2022 jako druga Polka w historii (po Wandzie Rutkiewicz) zdobyła K2. Zdobyła także wiele innych gór, m.in. Matterhorn, Kazbek, Ama Dablam, Chimborazo i inne szczyty sześciotysięczne.
Od 1989 jest przewodnikiem w SKPB Warszawa (Studenckie Koło Przewodników Beskidzkich). Od 2009 jest członkiem klubu wysokogórskiego KW Warszawa.

## Dokonania żeglarskie

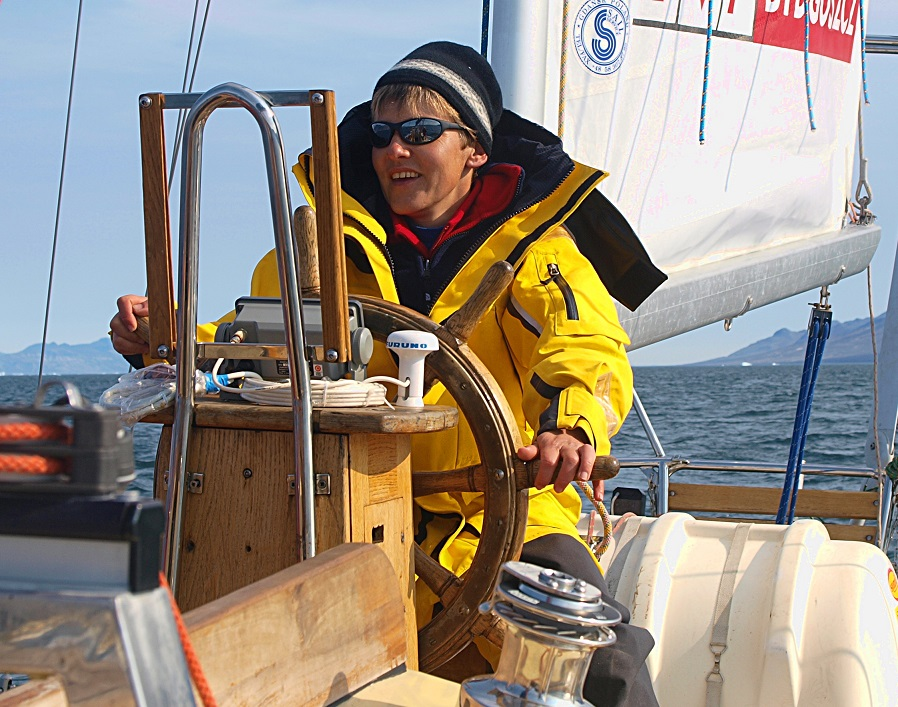
Monika Witkowska u steru podczas rejsu na Grenlandię (2010)

Pierwsze patenty żeglarskie zdobywała w Harcerskim Ośrodku Wodnym w Warszawie. Później zaczęła żeglować po morzu, działając w Studenckim Klubie Żeglarskim Politechniki Warszawskiej.
Najbardziej znaczące rejsy, w których brała udział:
- 1989/90: siedmiomiesięczny rejs przez Pacyfik, Kanał Panamski i Atlantyk na żaglowcu „Zawisza Czarny” (rejs nagrodzony jako Rejs Roku 1989)
- 2003: dwumiesięczny rejs na s/y „Stary” (13,49 m) na trasie Valparaiso – Przylądek Horn – Polska Stacja Antarktyczna na wyspie Króla Jerzego – Falklandy/Malwiny (rejs uznany Rejsem Roku)
- 2010: trzymiesięczny rejs na jachcie „Solanus” (14,5 m) przez Przejście Północno-Zachodnie (od Grenlandii na Alaskę) – rejs nagrodzony II nagrodą Rejs Roku i Kolosem w kategorii Żeglarstwo[13]
- 2011: trzymiesięczny rejs na s/y „Anna” (dł. 10,5 m) od Inuvik w północnej Kanadzie, dookoła Czukotki i przez Morze Beringa na Alaskę – rejs nagrodzony wyróżnieniem w konkursie „Kolosy”[14] i nominacją do nagrody Travelerów National Geographic[15]
- 2016: miesięczny rejs na s/y „Phoenix” (9,5 m) dookoła Przylądka Horn[16]

## Praca dziennikarska
Pierwsze kroki dziennikarskie stawiała w 1990 współpracując z redakcjami „Żagli” oraz „Życia Warszawy”. W latach 1996–2003 kierowała dodatkiem „Turystyka” w „Gazecie Wyborczej”, a następnie została dziennikarskim freelancerem, współpracując z dziennikami i periodykami takimi jak (niektóre z tytułów już nie istnieją): „Podróże”, „Voyage”, „National Geographic Traveler”, „Poznaj Świat”, „Kaleidoscope”, „Kontynenty”, „Obieżyświat”, „Extremium”, „Jachting”, „Magazyn Góry”, „N.P.M.”, „SKI Magazyn”, „Viva!”, „Twój Styl”, „Wysokie Obcasy”, dodatki turystyczne „Rzeczpospolitej”, „Dziennika” i „Pulsu Biznesu”.

## Książki

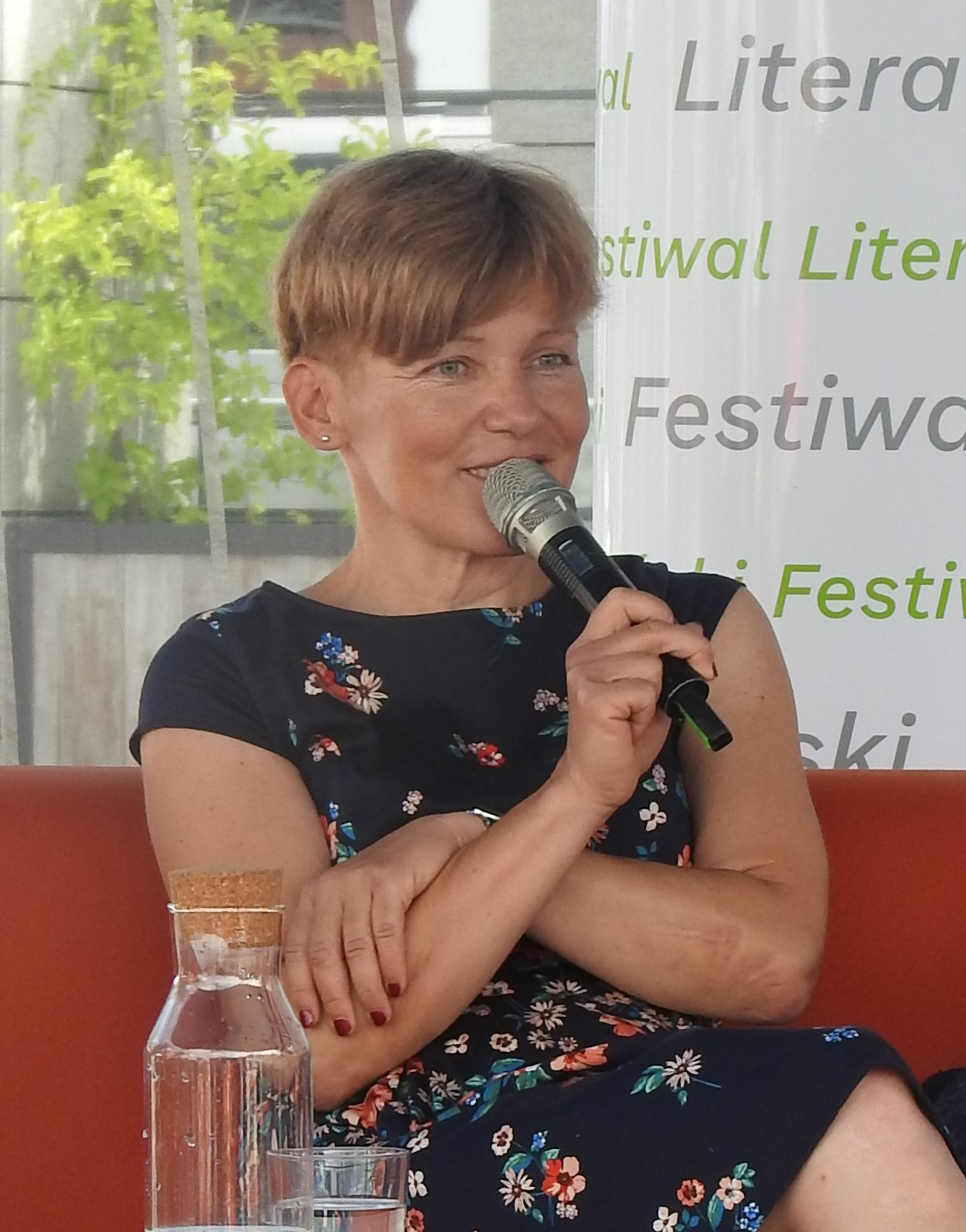
Festiwal Literacki, Zakopane 2019

Za swoją twórczość literacką była nagradzana m.in. Nagrodą im. Leonida Teligi (nagroda za książki żeglarskie) oraz kilkukrotnie – Nagrodą Magellana (nagroda za książki podróżnicze).
Autorskie książki reportażowe Moniki Witkowskiej:
- Dania, 2005, wyd. „Wiedza i Życie”
- Słowiński Park Narodowy, 2008, wyd. Multico
- Narty na Słowacji, 2009, wyd. Berlitz
- Kurs na Horn. Dziennik z rejsu, 2009, wyd. Prószyński i S-ka PRZEWODNIKI
- Kurs Arktyka. Kurs Arktyka. Rejs przez przejście północno-zachodnie, 2011, wyd. Alma Press
- Kurs Czukotka, 2013, wyd. Burda Media
- Everest. Góra Gór, 2013, wyd. Helion
- Z plecakiem przez świat, 2015, wyd. Bezdroża
- Góry z duszą, cz. 1, 2015, wyd. Burda Media
- Góry z duszą, cz. 2. Pasja i przygoda, 2016, wyd. Burda Media
- Horn na trawersie. Opowieści nie tylko żeglarskie, 2018, wyd. Bezdroża
- Góry z duszą, cz. 3. Szczyty marzeń, 2018, wyd. Burda Media
- Manaslu. Góra Ducha, Góra Kobiet, 2019, wyd. Helion
- Lhotse. Lodowa siostra Everestu, 2021, wyd. Bezdroża
- Broad Peak. Darowane życie, 2022, wyd. Słowne
- Moje Karpaty, 2022, wyd Bezdroża
- K2. Ostatnia szansa, 2023, wyd. Monika Witkowska, Adam Rowicki

Książki, których Monika Witkowska była współautorką:
- Świat na talerzu, 2004, wyd. G+J RBA/National Geographic
- Wyprawy na koniec świata, 2004, wyd. G+J RBA/National Geographic
- Między niebem a piekłem, 2004, wyd. G+J RBA/National Geographic
- Ugryźć świat, 2008, G+J RBA/National Geographic
- Dzieci świata, 2011, Arkady